# BBS불교방송
BBS불교방송(佛敎放送, 영어: Buddhist Broadcasting System)은 불교계 케이블 방송 중 하나로서, 1990년 5월 1일에 세워진 대한민국 최초의 불교 라디오 방송국이다.

## 개요
법인명은 (재)BBS불교방송, 영문명은 Buddhist Broadcasting System, 약칭은 BBS, 대한민국에서는 "BTN불교TV"과 구분하기 위해 "BBS불교방송"로 통칭

## 연혁
- 1987년 1월 15일 - 조계종에 BBS불교방송 설립 추진
- 1987년 11월 17일 - 불교방송국 설립 인가 신청서 문화공보부 제출
- 1989년 2월 16일 - 재단법인 BBS불교방송 설립 발기 임원회의 개최
- 1989년 3월 2일 - 문화공보부, BBS불교방송 재단법인 설립인가 및 무선국 추천 허가서 발급
- 1989년 5월 22일 - BBS불교방송 설립모금본부 설치
- 1990년 3월 2일 - 시험 방송 개국.
- 1990년 3월 30일 - BBS불교방송 라디오 개국 안내(지상파 TV광고 개시)
- 1990년 5월 1일 - 라디오 방송 개국(초단파 101.9㎒, 5㎾)

| “ | 일체를 존경합시다. 일체가 부처님이 아님이 없습니다. 그러므로 일체를 부처님으로 받들고 스승으로 섬기며 부모로 모십시다. 더욱이 BBS불교방송을 통하여 이 법문을 전하고 되니 참으로 금상첨화입니다. | ” |
|   | — 성철 큰스님 육성, BBS불교방송 개국 축하 멘트 |   |

- 1990년 5월 1일 - 입체낭독 오디오 드라마 고승열전 첫 방송 (10분간 방영)
- 1995년 2월 1일 - 부산불교방송 개국(초단파 89.9㎒, 3㎾)
- 1995년 2월 23일 - 가릉빈가 합창단 창단
- 1995년 3월 1일 - 광주불교방송 개국(초단파 89.7㎒, 3㎾)
- 1996년 11월 1일 - 대구불교방송 개국(초단파 94.5㎒, 3㎾)
- 1997년 4월 25일 - 청주불교방송 개국(초단파 96.7㎒, 3㎾)
- 1998년 11월 1일 - 인터넷 홈페이지 개설 (http://www.bbsi.co.kr)
- 2001년 11월 1일 - 인터넷 방송서비스 실시
- 2001년 12월 26일 - 남산 송신소에서 관악산 송신소로 이전
- 2002년 11월 1일 - 춘천불교방송 개국(초단파 100.1㎒, 3㎾)
- 2002년 12월 26일 - 춘천불교방송 홍천중계소 허가 (초단파 100.1㎒)
- 2003년 12월 23일 - 대구불교방송 포항중계소 개소 (초단파 105.5㎒, 500W)
- 2003년 12월 24일 - 대구불교방송 안동중계소 개소 (초단파 97.7㎒, 1㎾)
- 2004년 4월 1일 - 서울 본사 디지털 방송 제작 및 송출 시스템 구축 완료
- 2004년 10월 20일 - 가릉빈가 합창단 창단 10주년 기념 음악회 개최
- 2005년 6월 9일 - 문화원형 디지털 콘텐츠 제작 사업 수행
- 2005년 9월 9일 - 지방 사찰 디지털 송출 시스템 구축
- 2005년 10월 1일 - 사내 업무 행정 전산화
- 2005년 12월 6일 - 가릉빈가 합창단이 불교종단협의회 주최 '대한민국 불교음악 페스티벌'에서 불교합창 콩쿨 부문 1위를 수상
- 2006년 3월 7일 - 홈페이지 개편 및 동영상 서비스 개시, 백일법회 개최
- 2006년 3월 23일 - 제1회 한국불교박람회 개최
- 2006년 4월 18일 - 울산불교방송 허가 추천 (방송위원회)
- 2006년 8월 1일 - 대한불교 조계종 포교원과 업무제휴 계약 체결
- 2006년 11월 6일 - 동국대학교와 교류협정 체결
- 2007년 4월 30일 - 국민대화합 기원법회
- 2007년 8월 20일 - 신임 재단이사장 영담스님 취임
- 2007년 9월 12일 - 시사주간지 《BBS 저널》 창간
- 2007년 10월 11일 - 정보통신부로부터 울산불교방송 허가를 받음
- 2007년 12월 4일 - 동국대학교 통합인문학특성사업단과 인턴십 교육 협약을 체결
- 2008년 2월 28일 - 부산불교방송 마산중계소 허가 (초단파 89.5㎒, 500W 허가 기관: 부산체신청)
- 2008년 5월 29일 - 신규 방송 채널 사용 사업 신청(방송통신위원회)
- 2008년 6월 30일 - 울산불교방송 개국(초단파 105.3㎒, 1㎾)
- 2008년 8월 1일 - 시사주간지 《BBS저널》을 《판판뉴스》로 변경
- 2008년 8월 11일 - 방송 채널 사용 사업 등록증 발급(방송통신위원회)
- 2008년 10월 8일 - 인터넷 멀티미디어 방송 콘텐츠 사업 신고증 발급 (방송통신위원회)
- 2008년 12월 1일 - IPTV 채널 개국과 함께 KT 올레 TV를 통해 방송을 시작 (채널 550번)
- 2009년 1월 1일 - U+ TV를 통한 방송을 시작 (채널 108번)
- 2009년 4월 1일 - B tv를 통한 방송을 시작 (채널: 521번)
- 2009년 4월 9일 - 방송 영상 독립 제작사 신고증 발급 (문화체육관광부)
- 2009년 7월 1일 - 춘천불교방송 대룡산송신소 이전, 방송구역 확대, 방송구역 확대에 따라 홍천중계소 폐국
- 2010년 2월 1일 - 부산불교방송 창원중계소 개소 (초단파 89.5㎒, 500W)
- 2012년 10월 1일 - 춘천불교방송 속초중계소 개소 (초단파 93.5㎒, 100W)
- 2013년 12월 2일 - 라디오 방송시간 1시간 확대 (1일 22시간 방송)
- 2013년 12월 24일 - BBS불교방송 인천중계소 개소 (초단파 88.1㎒, 20W)
- 2014년 7월 2일 - 부산불교방송 진주중계소 허가 (초단파 88.1㎒, 250W)
- 2014년 7월 8일 - 춘천불교방송 강릉중계소 허가 (초단파 104.3㎒, 1㎾)
- 2014년 8월 12일 - 춘천불교방송 양양중계소 개소 (초단파 97.1㎒, 10W)
- 2014년 9월 18일 - 광주불교방송 사옥이전 (북구 상무중앙로 1270 → 서구 상무중앙로 9 동양빌딩 20층
- 2014년 11월 5일 - 울산불교방송 주파수 이전허가 취득(함월산 송신소 초단파 105,3㎒, 1㎾ → 무룡산 송신소 초단파 88.3㎒, 1㎾)
- 2015년 5월 7일 - 울산불교방송 송신소 이전 및 가청권 확대(함월산 송신소 초단파 105.3㎒, 1㎾ → 무룡산 송신소 초단파 88.3㎒, 1㎾)
- 2015년 6월 4일 - 광주불교방송 광양중계소 허가 (초단파 105.7㎒, 200W)
- 2015년 12월 16일 - BBS불교방송에 후원하는 공덕주 모임 만공회 출범 (매년 TV와 라디오에서 특별생방송 진행)
- 2016년 4월 1일 - 부산불교방송 진주중계소 개소 (초단파 88.1㎒, 500W)
- 2016년 5월 10일 - 광주불교방송 광양중계소 개소 (초단파 105.7㎒, 200W)
- 2016년 7월 28일 - 티베트자치구 뗌빠체림 대사 와 남카 스님 BBS불교방송 사옥 방문
- 2016년 9월 11일 - 춘천불교방송 강릉중계소 개국 (초단파 104.3㎒, 1㎾)
- 2017년 7월 3일 - 딜라이라마 존자 여동생 제쭌 빼마 여사 BBS불교방송 사옥 방문
- 2017년 9월 5일 - 광주불교방송 여수중계소 허가 (초단파 105.1㎒, 50W)
- 2017년 10월 20일 - BBS불교방송 상암동 상암글로벌미디어센터 건립 추진
- 2017년 11월 10일 - 제주불교방송 설립 발기인대회 개최
- 2017년 12월 11일 - 만공회 2주년 행복콘서트 Jump BBS 개최
- 2018년 1월 15일 - BBS불교방송-조계종 포교원 업무협약 체결
- 2018년 4월 11일 - 제주불교방송 TV송출 개시 (KCTV 제주방송 채널 376번)
- 2018년 4월 20일 - BBS불교방송-대한불교조계종 군종특별교구 군 포교 업무협약 체결
- 2018년 5월 1일 - 라디오 개국 28주년 기념 특별생방송
- 2018년 5월 4일 - 애니메이션으로 만나는 입체낭독 고승열전 (유튜브,네이버TV에 공개)
- 2018년 6월 6일 - 마니샤 구나세이카라 주한 스리랑카 대사 BBS불교방송 사옥 방문
- 2018년 9월 9일 - 제주불교방송 개국(제주시 초단파 94.9㎒, 1㎾)
- 2018년 9월 17일 - 마하매우나워선원 스리랑카 불교성지순례 사진,영상 기증
- 2018년 10월 11일 - 광주불교방송 여수중계소 개소 (초단파 105.1㎒, 50W)
- 2018년 12월 11일 - 애니메이션 드라마 고승열전 경허대선사 불교언론문화상 우수상 선정
- 2019년 3월 3일 - 청주불교방송 가청범위 확대예정(충북 충주,음성,괴산지역)
- 2019년 4월 8일 - 청주불교방송 충주중계소 개소(초단파 106.7㎒, 300W)
- 2019년 5월 1일 - BBS불교방송 개국 29주년
- 2020년 5월 1일 - BBS불교방송 개국 30주년
- 2020년 8월 1일 - 제주불교방송 서귀포 중계소 개소(서귀포시 초단파 100.5㎒, 1㎾)
- 2020년 12월 16일 - 만공회 출범 5주년
- 2021년 5월 1일 - BBS불교방송 개국 31주년
- 2021년 12월 7일 - 방송통신위원회 방송평가에서 종교 라디오 1위 기록
- 2022년 5월 1일 - BBS불교방송 개국 32주년
- 2022년 10월 3일 - 춘천불교방송 창사 20주년
- 2022년 12월 16일 - BBS불교방송 개국 32주년, 만공회 출범 7주년 기념 ""행복한 나를 찾는 길"" (TV, 라디오, 유튜브 생중개)
- 2024년 1월 1일 - 지난 1995년에 제작을 한 애니메이션 ""우리들의 부처님"" (TV 방영 및 유튜브, 네이버TV 공개)
- 2024년 7월 9일 - 제124회 BBS불교방송 이사회에서 전북불교방송을 개국추진 예정
- 2024년 12월 31일 - 지난 2008년에 대한불교조계종 포교원와 KBS에서 공동제작을 한 송년특집 애니메이션 ""붓다"" (TV 방영)
- 2025년 7월 10일 - 일본 NHK 및 NHK 엔터프라이즈와 콘텐츠 제작 업무 협약체결 (한국의 사찰으로 주제로 방송예정)

## 역대 연중 캠페인
- 한국불교 중심채널 (2010)
- 행복한 나를 찾는 길 (2023)
- 아름다운 그대가 부처님입니다 (2024)

## 방송지표
- 참된 말씀을 바로 펴는 방송
- 온 겨레를 하나로 묶어주는 방송
- 치우침 없는 생각을 이끌어가는 방송
- 우리 것을 새롭게 만들어가는 방송
- 나누는 기쁨을 함께 하는 방송

## 채널 번호
- 스카이라이프 180
- 지니 TV 232
- B tv 296
- U+ TV 276

## 지역 방송국
- BBS FM
  - 위치 : 서울특별시 마포구 마포대로 20 다보빌딩
  - 개국일 : 1990년 5월 1일
- 부산불교방송
  - 위치 : 부산광역시 동구 범일로 102
  - 개국일 : 1995년 2월 1일
- 광주불교방송
  - 위치 : 광주광역시 북구 첨단연신로 88 허드슨 1041 지식산업센터 13층
  - 개국일 : 1995년 3월 1일
- 대구불교방송
  - 위치 : 대구광역시 중구 명덕로 261
  - 개국일 : 1996년 11월 11일
- 청주불교방송
  - 위치 : 충청북도 청주시 상당구 월평로184번길 101
  - 개국일 : 1997년 4월 25일
- 춘천불교방송
  - 위치 : 강원특별자치도 춘천시 중앙로 10
  - 개국일 : 2002년 11월 1일
- 울산불교방송
  - 위치 : 울산광역시 중구 백양로 62 태화복합문화공간 만디 3층
  - 개국일 : 2008년 6월 30일
- 제주불교방송
  - 위치 : 제주특별자치도 제주시 임항로 14 탑동 덕산빌딩
  - 개국일 : 2018년 9월 9일
- 전북불교방송
  - 위치 : 전북특별자치도 전주시 금산사 14 탑동 덕산빌딩
  - 개국일 : 2025년 6월 1일
- 대전불교방송
  - 위치 : 대전광역시
  - 개국일 : 2025년 7월 1일

## 방송 주파수
| 방송국       | 호출부호 | 송신소          | 주파수     | 출력 | 송신소 위치                               | 비고  |
| ------------ | -------- | --------------- | ---------- | ---- | ----------------------------------------- | ----- |
| BBS FM       | HLSG-FM  | 관악산 송신소   | FM 101.9㎒ | 5㎾  | 경기 과천시 중앙동 산12-1 (넥스콘테크)    |       |
| BBS FM       | HLSG-FM  | 수봉산 중계소   | FM 88.1㎒  | 20W  | 인천 미추홀구 주안2동 산21-1 (경인방송)   |       |
| 춘천불교방송 | HLQM-FM  | 대룡산 송신소   | FM 100.1㎒ | 3㎾  | 강원 춘천시 동내면 고은리 산1-2           |       |
| 춘천불교방송 | HLQM-FM  | 속초 중계소     | FM 93.5㎒  | 100W | 강원 속초시 도문동 산321 목우재           |       |
| 춘천불교방송 | HLQM-FM  | 양양 중계소     | FM 97.1㎒  | 10W  | 강원 양양군 양양읍 월리 산3               |       |
| 춘천불교방송 | HLQM-FM  | 괘방산 중계소   | FM 104.3㎒ | 1㎾  | 강원 강릉시 강동면 정동진리 산19-1        |       |
| 청주불교방송 | HLDJ-FM  | 부모산 송신소   | FM 96.7㎒  | 3㎾  | 충북 청주시 흥덕구 지동동 산7-3 (충북CBS) |       |
| 청주불교방송 | HLDJ-FM  | 미악산 중계소   | FM 100.5㎒ | 1㎾  | 제주 서귀포시 동흥동 2195                 |       |
| 청주불교방송 | HLDJ-FM  | 가엽산 중계소   | FM 106.7㎒ | 300W | 충북 음성군 음성읍 용산리 산11-4          |       |
| 부산불교방송 | HLDA-FM  | 황령산 송신소   | FM 89.9㎒  | 5㎾  | 부산 연제구 연산동 2039-1 (KNN)           | [ 1 ] |
| 부산불교방송 | HLDA-FM  | 천주산 중계소   | FM 89.5㎒  | 500W | 경남 창원시 의창구 동정동 163-3           |       |
| 부산불교방송 | HLDA-FM  | 장군대산 중계소 | FM 88.1㎒  | 500W | 경남 진주시 문산읍 상문리 325-5           |       |
| 울산불교방송 | HLQU-FM  | 무룡산 송신소   | FM 88.3㎒  | 1㎾  | 울산 북구 연암동 산1-5                    |       |
| 대구불교방송 | HLDI-FM  | 팔공산 송신소   | FM 94.5㎒  | 3㎾  | 경북 영천시 신녕면 치산리 산141-5         |       |
| 대구불교방송 | HLDI-FM  | 학가산 중계소   | FM 97.7㎒  | 1㎾  | 경북 안동시 북후면 신전리 산69            |       |
| 대구불교방송 | HLDI-FM  | 조항산 중계소   | FM 105.5㎒ | 500W | 경북 포항시 남구 동해면 금광리 1-2        |       |
| 광주불교방송 | HLDB-FM  | 무등산 송신소   | FM 89.7㎒  | 3㎾  | 광주 북구 금곡동 산1-1 (kbc 광주방송)     |       |
| 광주불교방송 | HLDB-FM  | 장군산 중계소   | FM 105.1㎒ | 50W  | 전남 여수시 광무동 산24                   |       |
| 광주불교방송 | HLDB-FM  | 구봉화산 중계소 | FM 105.7㎒ | 200W | 전남 광양시 성황동 산228 (kbc 광주방송)   |       |
| 제주불교방송 | HLEL-FM  | 견월악 송신소   | FM 94.9㎒  | 1㎾  | 제주 제주시 봉개동 산78-1 (JIBS 제주방송) |       |
| 제주불교방송 | HLEL-FM  | 미악산 중계소   | FM 100.5㎒ | 1㎾  | 제주 서귀포시 동흥동 2195                 |       |
| 전북불교방송 |          | 미륵산 송신소   |            |      | 전북 익산시 삼기면 연동리 산6             |       |
| 대전불교방송 |          | 식장산 송신소   |            |      | 대전 동구 세천동                          |       |

## 방송 시간
- 라디오 : 오전4시 ~ 익일 오전2시 (총 22시간)
- TV : 오전4시 ~ 익일 오전4시 (총 24시간)

## 역대 라디오 제공 시보
- 삼성전자 (개국 첫날 제공시보)
- 삼성전자
- 롯데칠성음료
- 매일유업
- 롯데하이마트
- SK이노베이션
- 현대자동차
- BBS FM
- BBS 만공캠페인 나레이션 : 김명석 아나운서
- 신한은행

## 역대 이사장
- 의현스님 (1989~1993)
- 종하스님 (1993~1997/2006~2007/2013~2021)
- 영담스님 (1997(대행)/2007~2013)
- 도후스님 (1997~2006)
- 정문스님 (2021~2022)
- 덕문스님 (2022~2024)
- 수불스님 (2024~)

## 역대 BBS불교방송 사장
- 장상문(1989~1992)[4]
- 정인섭 사장대행 (1993)
- 김태호 (1993~1995)
- 강한필 사장대행 (1995~1996)
- 종하 사장대행 (1995)
- 조해형 (1996~1997)
- 서돈각 사장대행 (1997~1998)
- 성낙승 (1998~2000)
- 도후 사장대행 (2000/2004)
- 김규칠 (2000~2004)
- 이성언 (2004~2006)
- 홍승기 (2006~2007)
- 영담 사장대행 (2007~2008)
- 최명준 (2008~2009)
- 김영일 (2009~2011)
- 이채원 (2011~2015)
- 선상신 (2015~2019)
- 종하 사장대행 (2019)
- 이선재 (2019~2023)[5]
- 덕문 사장대행 (2023~2024)
- 성기홍 사장대행 (2024)
- 서진영 (2024~)

## 사건사고
BBS불교방송국 괴한난입 사건
1990년 5월 2일, 새벽 3시 10분경 다보빌딩에 있는 BBS불교방송국 20대로 보이는 회색작업복 입은 2명 남성이 방송국에 들어가 침입을 해 20여분간 난동을 부리고 도주했다.

## 같이 보기
- CBS기독교방송
- 가톨릭평화방송
- 원음방송